# میسا
«میسا» (انگلیسی: Mhysa) قسمت دهم و آخر از فصل سومِ مجموعهٔ تلویزیونیِ خیال‌پردازانهٔ بازی تاج‌وتخت و قسمت ۳۰ از کلِ این سریال است.
فیلم‌نامه‌نویس‌های این قسمت دیوید بنیاف و دی. بی. وایس و کارگردان آن دیوید ناتر است. این قسمت در ۹ ژوئن ۲۰۱۳ در ایالات متحده آمریکا منتشر شد.
در پایان این قسمت، بردگان رهاشدهٔ یونکای، به استقبال دنریس تارگرین رفته و او را «میسا» خطاب می‌کنند که در زبان گیسکاری به معنای «مادر» است.